# Fiorenzo Magni
Fiorenzo Magni (Vaiano, 7 de Dezembro de 1920-19 de outubro de 2012) foi um ciclista italiano.
Foi vencedor das edições de 1948, 1951 e 1955  do Giro d'Itália e das edições de 1949, 1950 e 1951 do Tour de Flanders. Chegou a liderar o Tour de France de 1950, porém a seleção italiana obrigou-o a abandonar a prova depois de alegar que seu líder Gino Bartali teria sofrido agressões de torcedores em uma das etapas .
Ele é considerado um dos precursores do marketing esportivo, ao formar uma parceria com a Nivea, que tornou-se a primeira empresa de fora do ciclismo a patrocinar atletas.